# كيري همسلي
كيري همسلي (بالإنجليزية: Kerry Hemsley)‏ هو لاعب دوري الرغبي أسترالي، ولد في 10 مايو 1960.